# Henry Tingle Wilde
Henry Tingle Wilde (Liverpool, 21 september 1872 – Noordelijke Atlantische Oceaan, 15 april 1912) was een zeeman, die als Chief Officer op de RMS Titanic voer en omkwam bij de scheepsramp met dat schip.
Henry Tingle Wilde ging al in zijn tienerjaren in de scheepvaart werken. Hij werd leerling bij de rederij James Chambers & Co., in Liverpool. Hij begon op 23 oktober 1889 op het schip de “Greystoke Castle”. Op datzelfde schip studeerde hij af op 22 oktober 1893. Daarna werd hij korte tijd 3e officier op de Greystoke Castle, om daarna 4e officier op de “Hornsby Castle” te worden. Na twee jaar wilde hij kennismaken met het toentertijd nieuwste soort schepen: de stoomschepen. Hij werd 3e officier op het stoomschip de “S.S. Brunswick”, waar hij al snel promoveerde tot 2e officier. In juli 1895 stapte Wilde over naar de steeds groter wordende White Star Line.
Bij de White Star Line maakte Wilde al snel promotie en werd hij een bekend gezicht. Hij werd een bekwaam zeeman die voer op schepen zoals de “Covic”, de “Cufic”, de “Tauric” en de “Delphic”.
Rond 1900 (de precieze datum is niet bekend) trouwde hij met Mary Catherine Jones. Ze kregen de daaropvolgende tien jaar in totaal zes kinderen: Jane, Harry, Arnold, Nancy en de tweeling Archie en Richard. De tweeling werd in december 1910 geboren, maar beide kinderen overleden al snel na de geboorte, waarschijnlijk door de ziekte roodvonk. Door complicaties tijdens de geboorte overleed ook Mary op 24 december 1910. Wilde stond er daarna met zijn vier overige kinderen alleen voor.
In 1911 werd hij plaatsvervangend commandant op het toentertijd grootste schip ter wereld, de Olympic. Hij voer onder leiding van kapitein Smith en hij en Smith werden bevriend. Daarom wilde kapitein Smith per se dat Wilde ook op de RMS Titanic zijn plaatsvervangend commandant werd. Wilde kreeg dit pas op 3 april te horen, vlak voordat hij met de Olympic zou uitvaren. Hij verving hiermee Murdoch. Murdoch en alle officieren onder hem kregen een rang lager, zonder dat hun gevraagd werd of ze het hiermee eens waren.
Ondanks dat Wilde wist dat de eerste reis van de Titanic hem veel aanzien en meer salaris zou opleveren, was hij er niet gerust op om met het grote schip mee te gaan. Er zijn verschillende getuigenverklaringen dat Wilde in de dagen voor de reis zenuwachtig was en met veel andere bemanningsleden praatte over het schip.